# Alessandro Algardi
Alessandro Algardi, italijanski kipar, * 31. julij 1598, Bologna, † 10. junij 1654, Rim.
Alessandro Algardi je bil italijanski visokobaročni kipar, ki je deloval skoraj izključno v Rimu, kjer je v zadnjih desetletjih svojega življenja delal skupaj s  Francescom Borrominijem in Pietrom da Cortono, ki je bil eden  glavnih Berninijevih tekmecev. 

## Mladost
Algardi se je rodil v Bologni, kjer se je v mladosti vpisal v studio  Agostina Carraccija. Njegova sposobnost za kiparstvo ga je pripeljala do dela za Giulia Cesarja  Conventija (1577–1640), umetnika skromne nadarjenosti. Njegova prva najzgodnejša dela, ki segajo v to obdobje, so: dva kipa svetnikov iz krede v oratoriju cerkve Santa Maria della Vita v Bologni. Ko je bi star 20 let, je Ferdinando I., vojvoda Mantove, začel pri njem naročati dela, zaposloval ga je tudi lokalni draguljar za figurativne vzorce. Po krajšem bivanju v Benetkah je leta 1625 odšel v Rim s priporočilom vojvode Mantove k nečaku pokojnega papeža, kardinalu  Ludovicu Ludovisiju, ki ga je zaposlil za nekaj časa pri obnovi starodavnih kipov. 

## Grobnica papeža Lea XI.
Gian Lorenzo Bernini in njegov studio sta prevzemala večino glavnih rimskih kiparskih naročil pod pokroviteljstvom družin  Borghese in Barberini. Algardi se je že skoraj desetletje boril za priznanje. V Rimu so mu pomagali prijatelji, med njimi Pietro da Cortona in njegov prijatelj Bolognčan Domenichino. Njegova zgodnja rimska naročila so bila terakota in nekaj portretov iz marmorja, medtem ko se je preživljal z majhnimi deli, kot so križanja. Leta 1630 je delal pri grobnicah družine Mellini v kapeli Mellini v baziliki Santa Maria del Popolo.
Prvo veliko naročilo je Algardi dobil leta 1634, ko je kardinal Ubaldini (Medičejec) naročil nagrobni spomenik za svojega strica, papeža Leona XI., tretjega papeža Medičejcev, ki je vladal manj kot mesec dni leta 1605. Spomenik je začel delati leta 1640 in je bil večinoma končan do leta 1644. Razporeditev je podobna, kot jo je zasnoval Bernini za grobnico Urbana VIII. (1628–47) z osrednjo svečeniško skulpturo papeža, ki sedi s popolno regalijo in z roko blagoslavlja, pri njegovih nogah sta dve alegorični ženski figuri, ki obkrožata sarkofag. V Berninijevi grobnici sta močno dvignjena roka in drža papeža uravnotežena z  dramo spodaj, v kateri so figure Dobrodelnosti in Pravičnosti motene s puttiji ali izgubljene v kontemplaciji, medtem ko skelet Smrti dejavno piše epitaf. Algardijeva grobnica je precej manj dinamična. Alegorični figuri Velikodušnost in Strpnost sta brezizrazni, eterično dostojanstveni. Nekateri so prepoznali figuro Velikodušnost kot Ateno in ikonično podobo Modrosti.  Strpnost spominja na Duquesnoyevo znamenito Sveto Suzano (Santa Susanna), vendar je elegantnejša. Grobnica je mračno monotona in nima večbarvnega navdušenja, ki spada k  elegičnemu razpoloženju grobnice Urbana VIII. 
Leta 1635–38 je Pietro Boncompagni naročil Algardiju ogromen kip Filipa Nerija s klečečimi angeli za cerkev Santa Maria v Vallicelli, končan leta 1640.  Takoj po tem je Algardi izdelal interaktivno kiparsko skupino, ki je predstavljala obglavljenje svetega Pavla z dvema figurama: klečeč, sprijaznjen svetnik in izvršitelj, pripravljen za udarec z mečem, za cerkev svetega Pavla v Bologni. Ta dela so utrdila njegov ugled. Kot značilna Berninijeva dela pogosto izražajo baročno estetiko, ki prikazuje dramatične drže in čustvene izraze, kaže Algardijev kip zadrževano treznost.

## Papežev favorit pod Inocencem X. in španska naročila
S smrtjo Barberinija, papeža Urbana VIII., leta 1644 in prihodom Pamphilijevega papeža Inocenca X. sta družina Barberini in njihov najljubši umetnik Bernini padla v nemilost. Algardi pa je bil po drugi strani sprejet pri novem papežu in papeževem nečaku Camillu Pamphiliju. . Algardijevi portreti so bili zelo cenjeni, njihova uradna resnost pa v nasprotju z živahnejšim Berninijevim izrazom. Algardijev velik hieratičen bronast Inocenc X. je zdaj v Kapitolskih muzejih.
Algardi ni bil znan po svojih arhitekturnih sposobnostih. Čeprav je bil odgovoren za papeško vilo, zdaj Villa Doria Pamphili, zunaj vrat svetega Pankracija v Rimu, mu je morda strokovno pomagal pri oblikovanju igralnice arhitekt in inženir Girolamo Rainaldi in pri nadzoru gradnje pa njegov pomočnik Giovanni Francesco Grimaldi.  Kazino je bil razstavni prostor za zbirko Pamphilijevih skulptur, starodavnih in sodobnih, pri katerih je Algardi lahko svetoval. V vili so Algardi in njegova delavnica naredili skulpturalne fontane in druge posebnosti vrta, v katerem stojijo še nekatere njegove samostojne skulpture in basreliefi.
Leta 1650 se je Algardi sestal z  Diegom Velázquezom, ki ga je za svoje delo pridobil iz Španije. Posledično so v kraljevi palači Aranjuez vgrajeni štirje Algardijevi kaminski napušči, v vrtovih pa tudi figure na Neptunovem vodnjaku. Avguštinski samostan v Salamanci vsebuje grobnico grofa in grofice de Monterey, drugo Algardijevo delo.

## Atilova minljivost– relief
Algardijevo veliko dramatično marmorno visokoreliefno ploščo papeža Leona in Atile (1646-53) za baziliko svetega Petra je ponovno oživilo uporabo takih marmornih reliefov. V rimskih cerkvah so prej že uporabljali velike marmorne reliefe, toda za večino pokroviteljev so bili oblikovani marmorni oltarji preveč dragi. V tem reliefu sta dve glavni figuri, strog in pogumen papež ter osramočen in prestrašen Atila, ki se oddaljuje od središča v tretjo dimenzijo. Samo onadva vidita padajoče angelske bojevnike, ki se spopadajo s papeževo obrambo, medtem ko vsi drugi v ozadju vztrajajo pri opravljanju svojih zemeljskih dolžnosti.
Tema je bila primerna za papeško državo, ki išče moč, saj prikazuje zgodovinsko legendo, ko je največji papež Leon z nadnaravno pomočjo odvračal Hune od ropanja Rimljanov. Z baročnega stališča je to trenutek božanskega posega v človeške zadeve. Brez dvoma je del pokroviteljevega sporočila, da so vsi gledalci strogo opozorjeni na papeževo sposobnost, da se sklicuje na božansko maščevanje nad sovražniki.
Algardi je umrl v Rimu v enem letu, ko je dokončal svoj slavni relief, ki so ga vsi občudovali.

## Kritična ocena in zapuščina
V kasnejših letih je Algardi nadzoroval velik studio in imel veliko sreče. Njegov klasicistični način so nadaljevali učenci (tudi Ercole Ferrata in Domenico Guidi). Antonio Raggi je sprva delal z njim. Slednja sta dopolnila njegovo oblikovanje oltarja Vizije svetega Nikolaja (San Nicola da Tolentino, Rim) z uporabo dveh ločenih marmornih delov, povezanih v en dogodek in kraj, vendar uspešno ločita božansko in zemeljsko sfero. Drugi manj znani pomočniki njegovega studia so Francesco Barrata, Girolamo Lucenti in Giuseppe Peroni.
Algardi je bil znan tudi po portretu, ki prikazuje obsesivno pozornost detajlov psihološko razkrivajoče fiziognomije v treznem, vendar takojšnjem naturalizmu in minutno pozornost na kostumu in draperiji, kot na primer na poprsju Laudivia Zacchie, Camilla Pamphilija in Muzia Frangipaneja ter njegovih sinov Lella in Roberta. 
Po značaju je bil njegov slog bolj podoben klasicističnemu in zaprtemu baročnemu duhu Duquesnoya kot pa emocionalnim delom drugih baročnih umetnikov. Z umetniškega vidika je bil najuspešnejši pri portretnih kipih in skupinah otrok, ko je moral skrbeti za naravo. Njegove terakotne modele, nekateri so končali kot umetniška dela, so zbiralci zelo cenili. Izjemna serija terakotnih modelov je v muzeju Ermitaž v Sankt Peterburgu.

## Galerija
- Gospod
- Maurizio Frangipane
- Olimpia Pamphili
- Kardinal Paolo Emilio Zacchia
- Papež Inocenc X.
- Camillo Pamphili
- Gasparo Molo